# Discografia di Sammy Hagar
Questa voce contiene la discografia di Sammy Hagar, dagli esordi fino ad oggi.

## Con i Montrose
- 1973 - Montrose
- 1974 - Paper Money

## Album solista

### Album in studio
| Data | Titolo                   | Etichetta          | US   | Riconoscimenti RIAA | Note                          |
| 1976 | Nine on a Ten Scale      | Capitol Records    |      |                     |                               |
| 1977 | Sammy Hagar              | Capitol Records    | 167° | Disco d'Oro         | Noto anche come The Red Album |
| 1977 | Musical Chairs           | Capitol Records    | 100° |                     |                               |
| 1979 | Street Machine           | Capitol Records    | 71°  |                     |                               |
| 1980 | Danger Zone              | Capitol Records    | 85°  |                     |                               |
| 1981 | Standing Hampton         | Geffen Records     | 28°  | Disco di Platino    |                               |
| 1982 | Three Lock Box           | Geffen Records     | 17°  | Disco d'Oro         |                               |
| 1984 | VOA                      | Warner Bros.       | 32°  | Disco di Platino    |                               |
| 1987 | I Never Said Goodbye     | Geffen Records     | 14°  |                     |                               |
| 1997 | Marching to Mars         | MCA Records        | 18°  |                     |                               |
| 2008 | Cosmic Universal Fashion | Roadrunner Records | 95°  |                     |                               |
| 2013 | Sammy Hagar & Friends    | Frontiers Records  | 23°  |                     |                               |
| 2014 | Lite Roast               | Mailboat Records   |      |                     |                               |

### Live
| Data | Titolo                      | Etichetta       | US  | Riconoscimenti RIAA | Note                                                                                  |
| 1978 | All Night Long              | Capitol Records | 89° |                     | Ripubblicato nel 1980 con l'aggiunta di una traccia, con il nuovo titolo Loud & Clear |
| 1983 | Live 1980                   | Capitol Records |     |                     |                                                                                       |
| 1989 | Live - Very Live in Concert |                 |     |                     |                                                                                       |

### Raccolte
| Data | Titolo                       | Etichetta            | US   | Riconoscimenti RIAA | Note                                                                           |
| 1982 | Rematch                      | Capitol Records      | 171° |                     | Ripubblicato con l'aggiunta di cinque tracce con il titolo di Rematch and More |
| 1992 | Red Hot!                     | Capitol Records      |      |                     |                                                                                |
| 1992 | The Best of Sammy Hagar      | Capitol Records      |      |                     |                                                                                |
| 1993 | Turn Up the Music!           | Cema Special Markets |      |                     |                                                                                |
| 1994 | Unboxed                      | Geffen Records       | 51°  | Disco d'Oro         |                                                                                |
| 2002 | Classic Master               | EMI Special Products |      |                     |                                                                                |
| 2003 | Greatest Hits Live!          | EMI                  |      |                     |                                                                                |
| 2004 | The Essential Red Collection | Hip-O Records        | 75°  |                     |                                                                                |

## HSAS
- 1984 - Through the Fire

## Come Sammy Hagar and the Waboritas

### Album in studio
| Data | Titolo        | Etichetta           | US  |
| 1999 | Red Voodoo    | MCA Records         | 22° |
| 2000 | Ten 13        | Cabo Wabo Music-BMG | 52° |
| 2002 | Not 4 Sale    | Cabo Wabo Music     | 11° |
| 2006 | Livin' It Up! | Rhino Records       | 50° |

### Live
| Data | Titolo           | Etichetta          | US |
| 2003 | Live: Hallelujah | Silverline Records |    |

## Con i Van Halen
- 1986 - 5150
- 1988 - OU812
- 1991 - For Unlawful Carnal Knowledge
- 1995 - Balance

### Live
- 1993 - Live: Right Here, Right Now

## Con i Chickenfoot
- 2009 - Chickenfoot
- 2011 - Chickenfoot III

### Live
- 2012 - LV

## Singoli
| Anno | Titolo                              | US Hot 100 | US Rock | UK Singles | Album di provenienza             |
| ---- | ----------------------------------- | ---------- | ------- | ---------- | -------------------------------- |
| 1977 | "Flamingos Fly"                     | -          | -       | -          | Nine on a Ten Scale              |
| 1977 | "Turn Up the Music"                 | -          | -       | -          | Musical Chairs                   |
| 1977 | "You Make Me Crazy"                 | 62         | -       | -          | Musical Chairs                   |
| 1978 | "I've Done Everything for You"      | -          | -       | 36         | All Night Long                   |
| 1979 | "(Sittin' on) the Dock of the Bay"  | 65         | -       | -          | /                                |
| 1979 | "Plain Jane"                        | 77         | -       | -          | Street Machine                   |
| 1979 | "Heart Beat"                        | -          | -       | 67         | Danger Zone                      |
| 1982 | "I'll Fall in Love Again"           | 43         | 2       | -          | Standing Hampton                 |
| 1982 | "There's Only One Way to Rock"      | -          | 31      | -          | Standing Hampton                 |
| 1982 | "Piece of My Heart"                 | 73         | -       | 67         | Standing Hampton                 |
| 1982 | "Your Love Is Driving Me Crazy"     | 13         | 3       | -          | Three Lock Box                   |
| 1983 | "Never Give Up"                     | 46         | -       | -          | Three Lock Box                   |
| 1984 | "Two Sides of Love"                 | 38         | 27      | -          | VOA                              |
| 1984 | "I Can't Drive 55"                  | 26         | 9       | -          | VOA                              |
| 1987 | "Winner Takes It All"               | 54         | 3       | -          | Over the Top Original Soundtrack |
| 1987 | "Returning Home"                    | -          | 20      | -          | I Never Said Goodbye             |
| 1987 | "Give to Live"                      | 23         | 1       | 78         | I Never Said Goodbye             |
| 1987 | "Eagles Fly"                        | 82         | 22      | -          | I Never Said Goodbye             |
| 1987 | "Boy's Night Out"                   | -          | 15      | -          | I Never Said Goodbye             |
| 1994 | "High Hopes"                        | -          | 4       | -          | Unboxed                          |
| 1994 | "Buying My Way into Heaven"         | -          | 36      | -          | Unboxed                          |
| 1997 | "Marching to Mars"                  | -          | 3       | -          | Marching to Mars                 |
| 1997 | "Little White Lie"                  | -          | 1       | -          | Marching to Mars                 |
| 1997 | "Both Sides Now"                    | -          | 11      | -          | Marching to Mars                 |
| 1999 | "Shag"                              | -          | 22      | -          | Red Voodoo                       |
| 1999 | "Mas Tequila"                       | 116        | 2       | -          | Red Voodoo                       |
| 2000 | "Serious Juju"                      | -          | 10      | -          | Ten 13                           |
| 2001 | "Let Sally Drive (Ride Sally Ride)" | -          | 16      | -          | Ten 13                           |
| 2003 | "Hallelujah"                        | -          | -       | -          | Live: Hallelujah                 |
| 2005 | "Let Me Take You There"             | -          | -       | -          | Livin' It Up!                    |
| 2006 | "Sam I Am"                          | -          | -       | -          | Livin' It Up!                    |
| 2007 | "Open"                              | -          | -       | -          | /                                |
| 2008 | "I'm on a Roll"                     | -          | -       | -          | Cosmic Universal Fashion         |
| 2008 | "Cosmic Universal Fashion"          | -          | -       | -          | Cosmic Universal Fashion         |
| 2013 | "Knockdown Dragout"                 | -          | -       | -          | Sammy Hagar & Friends            |